# 伶盜龍亞科
伶盜龍亞科（学名：Velociraptorinae），是馳龍科的一個亞科，化石主要發現於北半球。白堊紀早期的化石，主要發現於美國。白堊紀晚期的化石，主要發現於中國、蒙古、羅馬尼亞。已知年代最早的物種是英國的偵察龍。近年在德國中部發現數個化石，可能也屬於伶盜龍亞科，地質年代屬於侏儸紀晚期的啟莫里階。
在2007年，古生物學家發現伶盜龍的前肢骨頭有羽莖瘤（Quill knobs）。某些現代鳥類也有這個特徵，可供次級飛羽附著。這個發現顯示伶盜龍具有羽毛，而牠們的近親也可能具有羽毛。
與馳龍亞科相比，伶盜龍亞科的體型較小。在英格蘭威特島發現的數個大型牙齒，根據牙齒形狀、鋸齒邊緣特徵，可能屬於伶盜龍亞科。這些牙齒的生前體型，被估計接近猶他盜龍－最大型的馳龍亞科動物。如果這些牙齒屬於伶盜龍亞科，將是體型最大的物種。

## 分類
以下演化樹來自於尼克拉斯·朗里奇（Nicholas Longrich）與菲力·柯爾（Phil Currie）的2009年研究：

|  | 伶盜龍   |
|  |          |
|  | 依特米龍 |
|  |          |

|  | 惡靈龍   |
|  |          |
|  | 白魔龍   |
|  |          |
|  | 臨河盜龍 |
|  |          |

|  | 伶盜龍   |
|  |          |
|  | 依特米龍 |
|  |          |

|  | 惡靈龍   |
|  |          |
|  | 白魔龍   |
|  |          |
|  | 臨河盜龍 |
|  |          |